# 하야시다촌 (가가와현)
하야시다촌(일본어: 林田村)은 일본 가가와현 아야우타군에 설치되었던 촌이다. 현재의 사카이데시에 해당한다.

## 역사
- 1890년 2월 15일 - 정촌제 시행에 수반해 아야군 하야시다촌이 성립하였다.
- 1899년 4월 1일 - 아야군, 우타리군이 합병해 아야우타군이 되었다.
- 1936년 6월 1일 - 사카이데정에 편입해 소멸하였다.

## 참고 문헌
- 角川日本地名大辞典編纂委員会, 『角川日本地名大辞典 43 香川県』, 1985, 角川書店